# خط ذوزنقه‌ای
خط ذوزنقه‌ای یا خط مورب یک خط در استخوان ترقوه است و به رباط ذوزنقه در سطح تحتانی استخوان ترقوه متصل است.